# Province de Khon Kaen
Khon Kaen (en thaï : ขอนแก่น) est une province (changwat) de Thaïlande située dans le nord-est du pays. C'est la 5ème province la plus peuplée de Thaïlande avec 1 779 373 habitants en 2023 (derrière Bangkok, la province de Nakhon Ratchasima (ex Khorat), la province d'Ubon Ratchathani et la province de Chiang Mai).
Sa capitale est la ville de Khon Kaen.
Elle est traversée par le Couloir économique Est-Ouest (Da Nang-Moulmein).

## Histoire
La première ville de la région fut fondée en 1783 lorsque Rajakruluang s'y établit avec 330 personnes. Le roi Rama Ier fit de Rajakruluang le premier gouverneur de la région. La ville principale a changé d'emplacement à six reprises depuis, trouvant son emplacement définitif à Nuang Kawhe en 1879. Khon Kaen est devenu le centre administratif au début du XXe siècle.

## Paléontologie
Le titanosaure Phuwiangosaurus sirindhornae a été découvert dans la province.

## Subdivisions

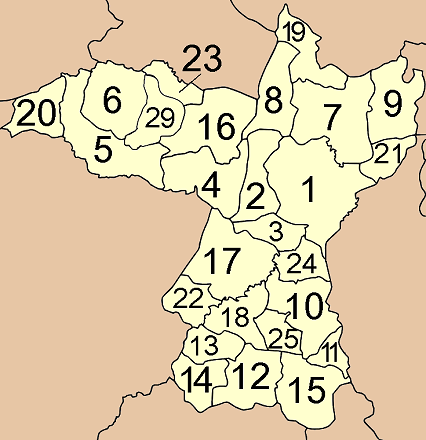
Carte des amphoe de la province de Khon Kaen.

Khon Kaen est subdivisée en 26 districts (amphoe) : Ces districts sont eux-mêmes subdivisés en 198 sous-districts (tambon) et 2 139 villages (muban).
1. Mueang Khon Kaen (อำเภอเมืองขอนแก่น)

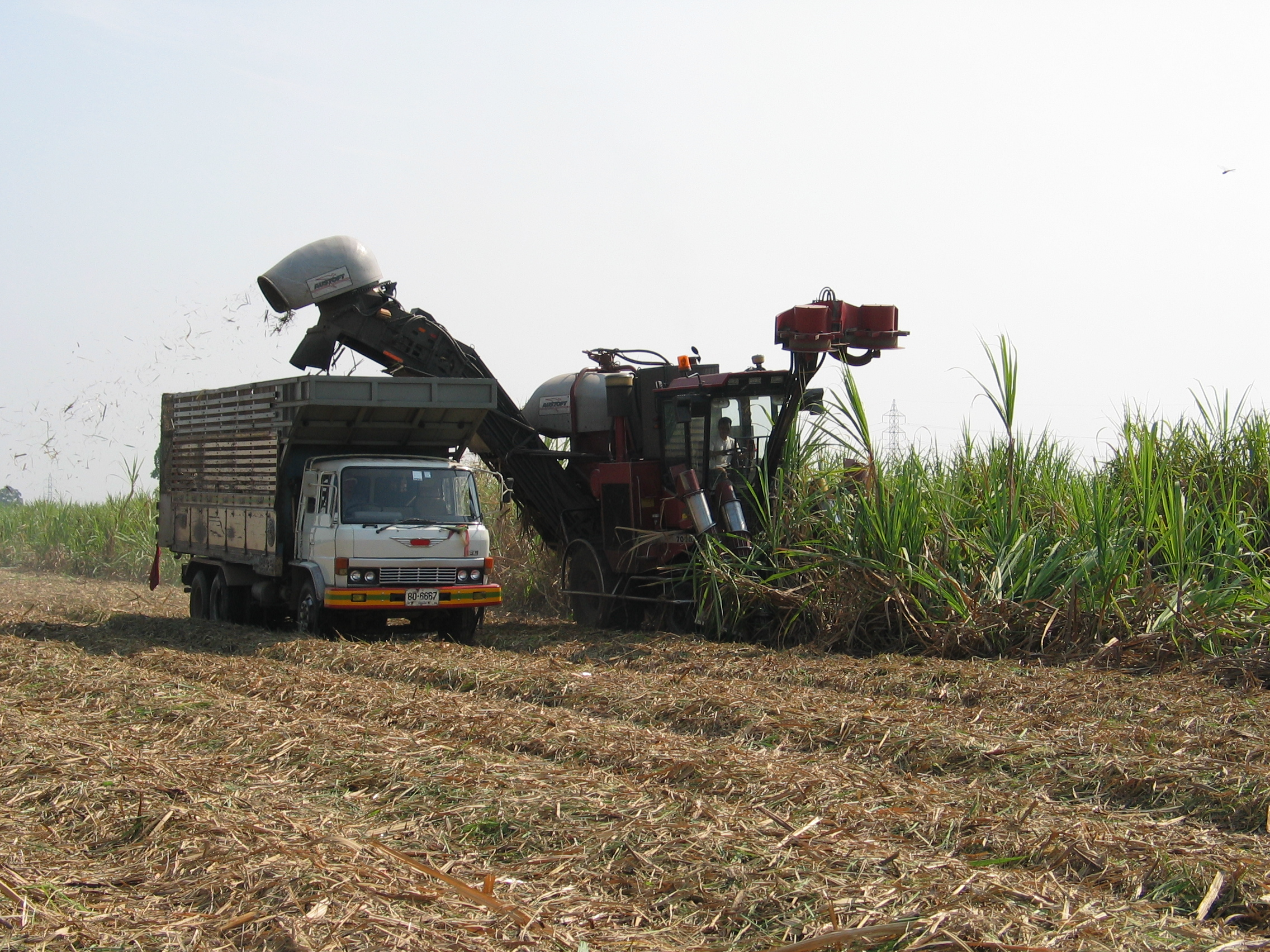
1. Récolte mécanisée de la canne à sucre près de Khon Kaen.

2. Ban Fang (อำเภอบ้านฝาง)
3. Phra Yuen (อำเภอพระยืน)
4. Nong Ruea (อำเภอหนองเรือ)
5. Chum Phae (อำเภอชุมแพ)
6. Si Chomphu (อำเภอสีชมพู)
7. Nam Phong (อำเภอน้ำพอง)
8. Ubolratana (อำเภออุบลรัตน์)
9. Kranuan (อำเภอกระนวน)
10. Ban Phai (อำเภอบ้านไผ่)
11. Pueai Noi (อำเภอเปือยน้อย)
12. Phon (อำเภอพล)
13. # Récolte mécanisée de la canne à sucre près de Khon Kaen.  Waeng Yai (อำเภอแวงใหญ่)
14. Waeng Noi (อำเภอแวงน้อย)
15. Nong Song Hong (อำเภอหนองสองห้อง)
16. Phu Wiang (อำเภอภูเวียง)
17. Mancha Khiri (อำเภอมัญจาคีรี)
18. Chonnabot (อำเภอชนบท)
19. Khao Suan Kwang (อำเภอเขาสวนกวาง)
20. Phu Pha Man (อำเภอภูผาม่าน)
21. Sam Sung (อำเภอซำสูง)
22. Khok Pho Chai (อำเภอโคกโพธิ์ไชย)
23. Nong Na Kham (อำเภอหนองนาคำ)
24. Ban Haet (อำเภอบ้านแฮด)
25. Non Sila (อำเภอโนนศิลา)
26. Wiang Kao (อำเภอเวียงเก่า)†